# María Cayetana de la Cerda y Vera
María Cayetana de la Cerda y Vera, Condesa de Lalaing (Mérida, 8 de febrero de 1755 - 1798) fue una ilustrada, escritora y traductora española. Pertenece al grupo de escritoras ilustradas. En 1781 publicó una versión de las obras de Mme. de Lambert.

## Biografía
María Cayetana de la Cerda y Vera nació en Mérida, el 8 de febrero de 1755. Su madre fue de María Guadalupe de Vera y Enríquez. Su padre fue Joaquín de la Cerda y Torquemada, VI marqués de la Rosa y de la Mota de Trejo, caballero de la Orden de Santiago y mayordomo de Felipe V y Carlos III.  Tuvo sólo un hermano, Antonio María de la Cerda y Vera (1767-1828). Contrajo matrimonio el 11 de febrero de 1769, a los 14 años, con Bruno Lalaing y Calasanznacido, de origen flamenco por parte de su padre, Lupo de Lalaing; su madre era la aragonesa María Matías de Calasanz y Abarca, en Badajoz el 10 de mayo de 1739, era .
Como réplica femenina a la Orden de Carlos III existió la Orden de Damas de la reina María Luisa, quienes la premiaron con su insignia en abril de 1794, con la que premiaría a otras mujeres ilustradas, en particular de la corte noble. Sin embargo, a la Junta de Damas de Honor y Mérito de la Sociedad Económica de Amigos del País de Madrid, no estuvo relacionada, aunque a esta pertenecieron muchas damas de su misma condición social.
Se le menciona como una mujer culta y bien informada, con actitudes de la religiosidad ilustrada.

Entre nosotros apenas, de un millón de mugeres, se sacará una que esté bien instruida en la Filosofía, y particularmente en la parte de Metafísica, a quien pertenecen las más razones de este tomo (…). El dudar de la religión christiana es cosa que no habrá muger, por ruda que sea, que no pueda hacerlo. Las que sean capaces de percibir las razones que prueban la verdad de la revelación serán tan raras, como las aves del todo blancas .

Falleció en San Lorenzo de El Escorial el 21 de noviembre de 1798, a los 43 años: las razones de su muerte se desconocen.

### Descendencia
Tuvo dos hijos, un varón, José (12 de febrero de 1773), y una mujer, María Joaquina (24 de abril de 1774).

### Educación
Se conoce poco acerca de su educación y de otros aspectos de su vida, pero su condición de noble cortesana y su dominio del francés hacen suponer una formación. Confirman su preparación y su ambición intelectual los documentos publicados e intentos relativos.

## Trabajo
María Cayetana de la Cerda y Vera, redactó textos en los que defendía a las mujeres, tanto por su capacidad intelectual como por su discernimiento. La condesa de Lalaing, tal como muchas otras mujeres contemporáneas a ella, tomó como una forma de escritura la traducción de textos, que le permitía tener un acercamiento a una dedicación literaria. Aunque su traducción publicada más reconocida sea sólo una, cuenta con otra que se encuentra sin ser abiertamente conocida, las dos de autoras igual de importantes, del siglo XVIII en Francia. En 1781 se publicó su traducción de una selección de escritos de Anne-Thérèse de Marguenat de Courcelles, conocida como Mme. de Lambert. La edición de Cayetana de la Cerda comprende 12 obras de Mme. de Lambert, entre las más conocidas, encabezada de un prólogo en el que hacía clara su simpatía con esta escritora, representativa de la mezcla entre el estoicismo y el epicureísmo en la tradición moral del Grand Siècle: 

Por fin llegaron a mis manos las Obras de la Marquesa de Lambert (señora muy recomendable por todas sus circunstancias), y habiendo hallado en ellas unos tratados sumamente morales e instructivos, me resolví a traducir los que podrían traer más utilidad, separando algunos que, aunque muy buenos, no eran el objeto que yo me proponía''

Un año después, María Cayetana de la Cerda pidió una licencia para imprimir una traducción de Les Américaines, ou la Preuve de la réligion par les lumières naturelles de Jeanne Marie Le Prince de Beaumont. Es una obra en 6 tomos, y actualmente una de las menos conocidas de la autora francesa, cuyos textos pedagógicos y morales le reportaron una gran fama internacional. Se trataba de una demostración racional de la religión cristiana en forma de diálogo entre una institutriz y sus alumnas y alumnos (con nombres tales como “Miss Préjugé”, “Lady Inconséquante”, “Lady Violente”; “Lady Spirituelle”, “Mr Belesprit”), con el objeto de combatir el ateísmo.
La traducción se quedó en estado inédito, los documentos que se conservaron permiten ver que era una mujer capaz de defender su propio juicio, próximo a las posturas de pensamiento ilustrado, y con determinación de proyectar su manera de pensar a través de sus traducciones y textos. Su demanda fue desestimada en ese momento, y también en 1791, con el argumento de que la obra era una demostración racional de la religión cristiana a exponer, y al rebatirla, las objeciones desarrolladas por protestantes y ateos contra el catolicismo, podía provocar la duda de los creyentes, y sobre todo de las mujeres. No fue ajeno a este juicio el hecho de que fuera un traducido por una mujer, texto escrito por otra e ideado como un diálogo entre personajes femeninos, que tiene como consigna en cuestión de lo religioso el silencio y sumisión de las mujeres.

## Traducciones conocidas[8]
- Advertencias de una madre a su hijo de Madame de Lambert.
- Advertencias de una madre a su hija (I y II) de Madame de Lambert.
- Reflexiones nuevas sobre las mujeres (V) de Madame de Lambert.
- Discurso sobre el dictamen de una Señora que creía que el amor convenía a las mugeres, aun cuando ya no eran jóvenes de Madame de Lambert.
- Discurso sobre la delicadeza del entendimiento y de los afectos de Madame de Lambert.
- Tratado de la Amistad de Madame de Lambert.
- Tratado de la Vejez de Madame de Lambert.
- Reflexiones sobre el gusto de Madame de Lambert.
- Reflexiones sobre las riquezas de Madame de Lambert.
- Psyche, en griego alma de Madame de Lambert.
- Diálogo entre Alexandro y Diógenes sobre la igualdad de los bienes de Madame de Lambert.
- Discurso sobre la diferencia que hay de la reputación a la consideración de Madame de Lambert.
- Las Americanas, o pruebas de la religión por la razón natural de Mme. Le Prince de Beaumont

## Menciones en publicaciones de sus obras[9]
- Gaceta de Madrid del 19 de octubre del propio año 1781, en la que se anunciaba la publicación de las Obras de la marquesa de Lambert “para la buena educación moral y la política”, traducidas por Cayetana de la Cerda y a la venta en la imprenta y librería de Manuel Martín, en la calle de la Cruz[10]
- Jovellanos, califica en su diario en 1797 como “un libro de oro, lleno de excelentes máximas de educación”
- Josefa Amar, quien la incluye entre los textos recomendados en su Discurso sobre la educación física y moral de las mujeres (1790)